# Districte d'Akjaik
El districte d'Akjaik (Kazakh: Ақжайық ауданы) és un districte de la província del Kazakhstan Occidental, situada al centre d'aquesta. La capital del districte és la ciutat d'Ulbixin.